# ماثيو أرنولد (مخرج)
ماثيو أرنولد (بالإنجليزية: Matthew Arnold)‏ هو مخرج أمريكي، ولد في 4 أبريل 1974.

## وصلات خارجية
- ماثيو أرنولد على موقع IMDb (الإنجليزية)
- ماثيو أرنولد على موقع ألو سيني (الفرنسية)
- ماثيو أرنولد على موقع أول موفي (الإنجليزية)
- ماثيو أرنولد على موقع أول موفي (الإنجليزية)
- ماثيو أرنولد على موقع قاعدة بيانات الفيلم (الإنجليزية)
- ماثيو أرنولد على موقع كينوبويسك (الروسية)